# 칼 워싱턴
칼 워싱턴(Carl Washington, 1978년 12월 18일 ~ )은 미국의 배우, 영화 프로듀서, 각본가이다.
할리우드에서 태어났다.

## 영화
- 이블 에버 에프터 (2006년)
- 핫 파트 (2003년)
- 크리피스 (2003년)
- 화성 침공 (1996년)
- 솔드 아웃 (1996년)